# Тріщина
Трі́щина — плоский розрив суцільності середовища. Величина розриву в тріщині на порядок і більше перевищує міжатомні відстані в кристалічній ґратці.

## Загальний опис
Тріщина — локальне розділення тіла на дві частини під дією навантаження. Поява у матеріалі тріщин є передвісником його крихкого руйнування. Тріщина є областю, в якій хімічні зв'язки між атомами повністю розірвані. Береги тріщини сходяться на вістрі, де ширина тріщини близька до міжатомної віддалі. Для подальшого поширення тріщини необхідно, щоб за рахунок енергії навантаження міжатомні зв'язки розривалися далі. Умови поширення та стабілізації тріщин вивчає окремий розділ механіки суцільних середовищ — механіка руйнування.

Типи тріщин залежно від розташування фронту тріщини відносно прикладеного навантаження
Тріщина відриву (I мода деформації)
Тріщина зсуву (II мода деформації)
Тріщина зрізу (III мода деформації)

Тріщина є концентратором напружень. Напруження на вістрі гострої тріщини можна приблизно оцінити за формулою:
{\displaystyle \sigma =2\sigma _{0}{\sqrt {\frac {l}{r}}}},
де {\displaystyle \sigma _{0}}— прикладене напруження, l — довжина тріщини, r — радіус вістря, величина близька за порядком до міжатомної віддалі.
Тріщина з розкриттям понад 100 мкм (умовна величина) називається макротріщиною.
Відкриті тріщини характеризуються чітко видимою порожниною, вільною або заповненою уламковим матеріалом. Приховані тріщини не виявляються візуально, а тільки при відбиванні зразків чи спеціальними спостереженнями.

## Різновиди
ТРІЩИНА БОРТОВОГО ВІДПОРУ — у кар'єрах, балках тощо — розрив у гірській породі зі значним розкриттям, що виник у прибровочній частині крутих схилів унаслідок зняття навантаження в масиві й дії сил гравітації.
ТРІЩИНА КОРОДОВАНА — тектонічна або нетектонічна тріщина у карстових породах, стінки якої зазнали розчинення.
ТРІЩИНА ТИСКУ — у шахтах, печерах, свердловинах тощо розрив суцільності порід (відрив та зсув) під дією гірничого тиску.
Закіл — утворюється в масиві гірських порід поблизу поверхонь відшарування при веденні гірничих робіт.